# ماديسون ماكينلي
ماديسون ماكينلي (بالإنجليزية: Madison McKinley)‏ مواليد 13 مارس 1986 في كولورادو، الولايات المتحدة، هي ممثلة أمريكية بدأت مسيرتها الفنية عام 2003. هي أيضا عارضة أزياء. كما أنها من الفائزات بجائزة غولدن غلوب.

## وصلات خارجية
- ماديسون ماكينلي على موقع IMDb (الإنجليزية)
- ماديسون ماكينلي على موقع ألو سيني (الفرنسية)
- ماديسون ماكينلي على موقع قاعدة بيانات الفيلم (الإنجليزية)
- الموقع الإلكتروني